# میلشوف (ناحیه پریبرام)
میلشوف (به چکی: Milešov) یک منطقهٔ مسکونی در جمهوری چک است که در ناحیه پریبرام واقع شده‌است.